# Jens Sjögren
Jens Christer Sjögren (Sävsjö, 31 agosto 1976) è un attore, regista, conduttore televisivo e musicista svedese.
È salito alla ribalta internazionale per aver diretto Zlatan (2021), il film biografico sul calciatore Zlatan Ibrahimović.

## Filmografia

### Attore
- Vuxna människor, regia di Felix Herngren e Fredrik Lindström (1999)
- Känd från TV (2001)
- Superklasse - serie TV, 12 episodi (2002)
- Varannan vecka, regia di Felix Herngren, Måns Herngren, Hannes Holm e Hans Ingemansson (2006)
- Söder om Folkungagatan - serie TV, 2 episodi (2014)
- Solsidan, regia di Felix Herngren e Måns Herngren (2017)
- Andra Åket - serie TV, 2 episodi (2018-2019)

### Regia
- Lycka till och ta hand om varandra (2012)
- Torpederna - serie TV (2017)
- Dejta - serie TV (2020)
- Zlatan (Jag är Zlatan) (2021)